# 仙剑奇侠传系列角色列表
仙劍奇俠傳系列是以中国古代神话为背景的中文电脑遊戲，由台湾大宇資訊製作發行，以单机角色扮演游戏为主。
本条目介绍遊戲與官方漫畫、官方小説統一世界觀之下的角色。

## 歷代作品主角
按歷代作品發行先后排序。

### 仙劍一
- 李逍遙：蜀山仙劍派第27代掌門、趙靈兒林月如的丈夫、李憶如的父親、景天徒弟李三思之子、林家堡女婿、林青兒与巫王的女婿、酒劍仙司徒鐘的徒弟。

南盜俠李三思夫婦之子，自小和嬸嬸過著平淡的生活，一心希望可以闖蕩江湖行俠仗義。後得到酒劍仙的指點習得上乘蜀山劍術，從一個毛頭小子成長為一個正義的俠客。任蜀山仙劍派第27代掌門時，魔尊亂世，李逍遙於五華山連同天罡劍陣將魔尊打得神形俱滅。在月如過世後（官方漫畫：憶相逢），出家並取道號“一貧”。
數年后，折劍山莊莊主歐陽英四弟子姜承，因為魔族蚩尤後裔，被誣陷殺害同門而遭到排擠，遠離武林，改名“姜世離”，並於覆天頂創立淨天教，自稱“魔君”。後受魔界夜叉族攝政王魔翳（人界名為枯木）蠱惑，舉兵攻打蜀山，企圖打破神魔之井封印。蜀山仙劍派長老罡斬（謝滄行）為保封印兵解而死。此後，四大世家聯合蜀山攻打覆天頂。蜀山掌門及門下眾長老，以一貧及太武、草谷、青石、玉書、鐵筆、凌音為首，利用三神器將姜世離封印。事后一貧因未能及時阻止魔教大舉入侵，禍亂蜀山，引咎辭職，掌門之位由師兄太武接任。後列蜀山七聖，鎮守天璣宮，在百年後自稱天機道長，在江湖傳授有緣人自創武學（仙7支線天璣不可洩露，完成後會得到蜀山前輩的葫蘆，裝備後使用召神咒即可召喚酒神儀狄）。
某日，女兒李憶如的御靈蘊兒過度吸取靈力而陷入沉睡，疼愛女兒的李逍遙四處打訪求助，最後於修練御靈術聞名的明庶門得到幫助，兩派也因此牽起緣分，臨別時贈明庶門「天磯護符」做為謝禮，遊戲可憑此護符接觸御靈蘊兒，可將其收納為夥伴（仙7正式劇情）。
- 趙靈兒：女媧後裔、苗疆公主、李逍遙妻子、李憶如的母親、林青兒與巫王的女兒、紫萱和林業平的外孫女、仙靈島的主人。

性格溫柔善良、古典內斂，自幼與世隔絕，宛若池中白蓮的脫俗少女，自小與靈月宮主以及姥姥（姜氏）隱居仙靈島修練，躲避黑苗族的追查，在16歲那年時遇見了李逍遙，從此改變了一生的命運，不僅懷了李逍遙之女，更是在靈力尚未成熟時，在林家莊現出女媧蛇身的樣貌，令眾人劍指她為妖，獨孤劍聖更把她打入鎖妖塔內，最終李逍遙與林月如闖入救出，在苗疆聖姑住處產下李憶如。為了黑、白苗族的戰事不斷，決定不再逃避，到祭壇祭拜了母親青兒，繼承了女媧代代相傳的天蛇杖，更集齊五靈珠，使大地恢復降雨，更是破壞了拜月教主的野心，最終與水魔獸同歸於盡，留下天蛇杖以及一株受到女媧之力的小草。
- 林月如：林家堡大小姐、林天南的女兒、劉晉元的表妹、李逍遙的妻子、李憶如的養母。

南武林盟主林天南之女，任性刁蠻的女劍俠，憑著家傳絕技，放眼江南未逢敵手。只因身為女兒身，不能競逐盟主之位，不得已設擂台比武招親，挑選英雄少年入贅林家，自認識了李逍遙後，一路陪著他斬妖除魔，對李逍遙日久生情，更在長安劉府許下與李逍遙一同吃到老、玩到老的誓言，但終究躲不過命運的捉弄，在鎖妖塔解救落入血池裡的李逍遙與趙靈兒二人，不慎被落下的巨石砸中天靈，被獨孤劍聖帶往聖姑醫治時，已回天乏術。傷心不已的李逍遙，最後得知魔族有三大神器「九轉迴魂珠」，靠其救活了林月如，一同回仙靈島找林天南（仙2劇情）。
- 阿奴：白苗少主、南蠻王之女、白苗族長、海棠夫人（仙5）、巫月神教掌門（仙5）、小蠻的師父、愛慕李逍遙。

白苗族的族長之女，個性刁鑽活潑，甫出場便將李逍遙耍得團團轉，對她毫無招架之力。外表一派天真爛漫，施用巫術毒蠱的手段，卻叫人毛骨悚然。初登場在於聖姑附近的神木林與李逍遙碰面，因李逍遙需要鳳凰蛋殼與麒麟角製作藥方，但阿奴以為李逍遙為偷蛋賊，害得李逍遙從樹上高高摔下，為其救人施展贖魂咒救治，後與李逍遙一同尋找水靈珠的下落解除苗族旱災，先後桃花村打敗木道人，解除了村子危機。回到白苗族後，直奔火眼麒麟洞，拿了麒麟角給李逍遙，再來到女媧神像祭拜，但李逍遙認為神像與靈兒相似，神像似乎也在召喚著他，將他吸進去後回到10年前的南紹國，阿奴則是在神像天天祈禱、並且孵化金翅鳳凰，將蛋殼留了起來，李逍遙一個月後回來，將蛋殼交給了他，回到聖姑住處，幫聖姑的忙接生趙靈兒，產下了李憶如。在趙靈兒做月子的過程中，聖姑要求李逍遙去白苗族的試煉之窟，替她收集36隻傀儡蟲以治聖姑風濕（實際上是要復活林月如用的），在李逍遙到達試煉之窟，不慎碰到蓋羅嬌在培養魔獸以對抗黑苗族，而出手打了李逍遙，阿奴為此解釋了是聖姑要求來此尋找傀儡蟲，蓋羅嬌才化敵為友，不為難李逍遙而離去，與阿奴兩人收集完傀儡蟲後，日子也過去了許久，趙靈兒恢復體力後，決定要面對黑、白苗族的爭戰，阿奴也一同加入，最終三人力抗拜月教主，共敵水魔獸，也犧牲了趙靈兒，失去趙靈兒的李逍遙，則是與阿奴告別，心懷情愫的阿奴在崖邊吹奏出幽傷的笛曲，訴盡她的傾慕之意。

### 仙劍二
- 王小虎——李逍遙同村少年、盛尊武的徒弟、李大娘穿雲掌傳人、沈欺霜的戀人。

初入江湖的熱血少年，敢作敢當、負責任感、積極務實，正義感很強，相信人定勝天的道理。也由於個性使然，所以討厭所有可能危及周遭親人、好友，甚至延伸到世人的惡勢力，而這種強烈的使命感，也因為漸漸成熟與經歷許多事情后，一股正氣慢慢延伸願意保護所有善良的人與正確的事上面，卻通常不考慮自己有沒有能力對付。在武功方面，在知道無望成為李逍遙徒弟，從10歲起跟著李大娘鍛煉掌法外功，苦學苦練，根基紮實，目標篤定邁向強者之路，遇到挫折打擊也不屈不撓、勇往直前，希望能悟出屬於自己的武學之道。
- 沈欺霜——仙霞派弟子、姜婉兒的徒弟、王小虎的戀人。

峨嵋山仙霞派掌門清柔師太座下弟子，與四位師姐妹合稱“仙霞五奇”，排行第四，使得是仙霞派的劍術絕學，近年來在江湖上四處斬妖除魔、行俠仗義而聲名大噪。
沈家堡當家沈清鋒之女，母親是父親三房，由於沒生下男孩而被父親冷落，導致母女倆自小被受家族欺凌，直到母親身故，卻又不被沈家接納，差點又陷入孤苦伶仃的困境，幸好得清柔師太收留。小時與小虎有一面之緣，因為同樣經歷喪母之痛而惺惺相惜，小虎為紀念這段友誼，在分別之際將母親遺物的一對雙鯉玉珮分一半給她，希望她遠到峨嵋山後能仍記得有小虎這個朋友。
個性較為害羞內向，溫婉和順，因為從小在父親與師父嚴苛的教誨下成長，雖心中有主見與思想卻不太敢表達，很在意別人的感受，所以顯得略微拘謹與軟弱，對別人說話時很客氣、斯文；但有勇氣、韌性強、肯吃苦，其實是個外柔內剛的女生。
因為從小逆來順受的環境造成了沒有什麼主要目標的生活態度，即使入了仙霞派後，習得上乘武學，也並沒有想要追求武學頂峰的感覺。後來在江湖中闖蕩，才漸漸感覺到一種想要幫助人的心，覺得應該儘自己所能，幫助一切應該幫助的事情。
由於孔璘與千葉禪師之亂，導致「仙霞五奇」陣亡四人，仙霞派也遭受魔族圍攻而元氣大傷，一時陷入人才凋零的困境。沈欺霜為大義而捨棄私情，在師傅卸任後繼任掌門之位，號「餘霞真人」，肩負重振仙霞派的重責。
- 蘇媚——狐妖和蛇妖的女兒、愛慕王小虎。

個性直接坦率、爽朗無心機，帶給人相當驕傲任性的感覺，狠辣與智能兼備。由於從小的孤苦無依，只有互相利用才能生存的環境，在心中築起了不易信任人的防備心。其它部分則是謎團。
- 李憶如——女媧後裔、李逍遙和趙靈兒的女兒、林月如的養女。王小虎、沈欺霜和蘇媚的同伴。小蠻的母親。寵物小黃狗小黑。

李逍遙與趙靈兒之女，乃神族女媧的後裔，本身有著強大的靈力潛能卻尚未開發。從小沒有母親陪伴，父親也久久才能看到一次，但是在李大娘細心的教導與仙靈島優良的環境下，養成了爽朗率直、胸襟寬大的個性，好奇心強，愛好和平，厭惡爭鬥，對人沒戒心，是個調皮可愛、無心機的可愛女孩。也由於李逍遙的關係，從小就是眾人手上的心肝寶貝，所以對長輩比較沒大沒小。又因為自小在水月宮長大，世面見得不多，相信人性本善，常幻想外邊的世界，新鮮好玩。而不經大腦的調皮搗蛋、沒有修飾的說話方式，有時叫人頭疼。
年幼時由林月如帶大，對她極其喜歡。相對的，對親娘趙靈兒幾乎沒有印象，周圍人也都因為知道女媧族的沉重宿命，不忍她重蹈覆轍而三緘其口，讓她一開始對自己的身世幾乎一無所知。
長大後，因結識了魔尊之子伐天意識的韓仲晰，旅途中也受他保護，對其有好感，稱他為「韓大哥」。因韓仲晰的意識逐漸被伐天取代，為了大業，為了復仇，提出與父親李逍遙單挑決鬥，結果李逍遙勝出，將其鎮壓至鎖妖塔內，憶如念舊時常來鎖妖塔見上一面，最後利用紫萱當初分離周赤炎的方法，分離了伐天與韓仲晰的意識，帶著韓仲晰至偏遠鄉村居住，並產下一女為小蠻，因小蠻誕生之時，天生元神不全，在爹爹韓仲晰離世之時，也陷入昏迷，憶如帶她上蜀山草谷道長診治，草谷表示該病無藥可醫，只有母親將其所有靈力輸注給她，方可保其性命，但此方法憶如則會失去靈力而死，憶如為保護小蠻，奮不顧身的將全身靈力給了小蠻。在離別之時，將小蠻托付給了爹爹李逍遙，並讓她拜海棠夫人（阿奴）為師父養其長大，也向爹爹道歉请求原諒過去的種種，父女倆將話說開，忆如之后也安心的離開了眾人。(仙劍漫畫《憶相逢》)

### 仙剑三
- 景天——神将飞蓬和姜国太子龙阳的转世、永安当朝奉、唐雪见的丈夫、景小楼的父亲、景阳后人、精精的徒弟、李寒空的传人、李三思的师父、渝州首富、新安当老板。

唐门在渝州开设的最大当铺——永安当的伙计，司“管饰”一职，专门保管当铺收押的首饰珠宝类贵重物品，景天不但有鉴别古董、珠宝的天赋，而且对买卖、账目能很精通，对保管的当品更有过目不忘的本事。每日幻想有朝一日能富甲天下或成为人人景仰的蜀山剑仙。是神将飞蓬的转世。
- 唐雪见——神女夕瑶以神树果实为心枝叶为体自己为范本所造、花楹的主人、景天的妻子，景小楼的母亲、李三思的师娘、渝州新安当老板娘。

神女夕瑶所塑造，唐门掌门唐坤之最宠爱的孙女，除了限于唐门毒术不能传女的门规之外，其他文学武功医术全部倾囊传授。个性娇纵任性，借着唐家的名头，在江湖上也小有名气。一年前，唐坤年老病重，家族内部权利斗争加剧，雪见偷解药时无意间窃听到同门阴谋并阴差阳错盗走五毒兽，因此遭同门追杀。后唐坤病逝而倍受排挤欺凌，在夺得掌门之位后身世被揭开后用花楹解了整个唐家堡的毒后因不屑唐门内部的纷争而离开唐家堡，从此与景天浪迹天涯。
- 龙葵——劍魂、姜国公主、景天前世龙阳的妹妹、魂魄与魔剑结合、人格分裂蓝红两状态、爱慕景天。

古国姜国公主，因国都被敌国围困，太子龙阳欲铸魔剑而解兵危，剑未铸成而城破。国破家亡绝望之际龙葵跃入铸剑炉自尽，魔剑因室女之血而天成。从此龙葵的魂魄和魔剑结为一体，成为流落人间的孤魂野鬼，并在千年的修炼过程中，性格分为两个。
- 紫萱——女娲后裔、林青儿母亲、赵灵儿外祖母、李忆如的外曾祖母、小蠻的外高祖母、林业平妻子、徐长卿的未婚妻、赤炎和丝缎的恩人。

女娲族后裔，饱受情爱煎熬之苦，与第一世恋人相遇时对方已经婚配，两人相爱而不能相守，恋人郁郁而终；第二世虽结为连理，但紫萱不老不死，对方人生几十年匆匆而逝，也留下了遗憾；这一世紫萱暗暗布局，因而想让其长生不老，一生厮守，还要令自己摆脱女娲族宿命。
- 徐长卿——蜀山仙剑派常字辈弟子、第23代掌门、紫萱丈夫林业平的转世、紫萱的未婚夫、清微的徒弟。

紫萱相恋三世的恋人，幼时被蜀山掌门收为弟子，武学天赋极高，一度被誉为蜀山一派的接班人，结识紫萱后因违抗师命执意和紫萱结婚而被逐出师门，做出这个决定后内心深自无奈，常常关注师门的消息，并且希望有机缘为师门立功后可以重回师门，后蜀山被邪剑仙所占领，长卿临危受命，成为掌门，最后还是为了大业，与紫萱阴阳两隔。

### 仙剑三外传
- 南宫煌——赤炎和丝缎的次子、星璇的孪生弟弟、司徒钟和李三思的好友、常纪的养子、清冷的徒弟、恋慕温慧、王蓬絮。

从小在蜀山长大的小混混，爱现，喜欢在人前做出高深的样子，常常以蜀山弟子的身份招摇撞骗。希望能入蜀山门下，习得一手魔术杂耍技巧；略通占卜、占星之术。十算九不准，常常马后炮。对感情一事全无概念，和温慧之间更像是同性的伙伴。对各种旁门左道甚为精通。为人圆滑，喜欢调侃，凡事都认为差不多就好了，没什么执着的东西。狼妖与人之混血，赤炎与丝缎之子，星璇之弟。
- 温慧——郡主、恋慕南宫煌、相国之女蕙卿的女儿、温策的妹妹。

尚武的郡王千金，最大的爱好是舞刀弄剑。对马弓之术、阵战之法、军器之用、行伍之律颇有心得，善于破解大型机关、阵法，擅长铸造刀剑武器。天生怪力，对细致的工作感到不耐烦，喜欢以蛮力解决问题。爽朗大方，性情如同男子，极富正义感。面对任何事情都充满勇气。长武短文，字丑并且常常发音错误。崇拜强者，一心要嫁大英雄。从母亲处获得传家至宝“洞冥宝镜”，可照出生灵原形。灵力欠佳，对鬼神之事极其不敏感。
- 王蓬絮——五毒兽、恋慕南宫煌。

如山中精灵般纤细的女孩，传说中的五毒兽，可孕育五毒珠，然煌与慧直到剧情后半段方知。掌握读心术，善于交际应酬。初不识字，后经煌教会名字等寥寥数字。敏感而神经质的女生，心情好时温柔体贴，几乎就是完美的典范，心情不好则会变得十分凶暴。有点自卑，喜欢吃醋。贪吃，生冷不忌，任何奇怪的东西都可以吃下去。很在意自己的身材不够丰满，极其痛恨别人提起这点。
- 星璇——赤炎和丝缎的长子、里蜀山妖界少主、南宫煌的孪生哥哥、燎日的养子、恋慕王蓬絮。

上位者的气质，有领导才能，在妖界有一定势力。性格冷傲，意志坚定，认定的目标就一定要达成。身体其实是一具尸体（尸体是其父周赤炎的）。初，灵肉分离，身体毫无感觉，后经重楼相助灵肉合一。为使尸身不坏，使用剧毒保存，故无法进入人界，绝大多数时间身在里蜀山。喜爱烹饪，却因为身体的缘故，无法领略食物的美味。
- 雷元戈——鬼差、原室韦族族长、暗恋温慧。

鬼界召魂之使，曾受命召徐长卿之魂，因长卿成仙而无法完成任务，遂流浪于人界，逃避罪责。口不能言，会腹语，有时日常说话会唤出三只小型召唤兽（风、雅、颂）代劳，但也常常争吵。老于世故，比较功利。极端吝啬，对任何物件都很珍惜，有烧纸钱的习惯。烧纸钱给自己，是为了回鬼界买通关节，减轻未完成任务的责罚。很不擅长应付女生，采取能躲则躲的态度，一旦被接近就会显得十分木讷僵硬。性格有些阴沉，他人交谈时在一旁偶尔冒出两句冷笑话。

### 仙剑四
- 云天河——云天青和夙玉的儿子、慕容紫英的好友、玄霄的义弟。

熟知野外求生的技巧，擅长捕猎野兽。在剑术上天份很高，最喜欢香喷喷的烤肉，梦想吃遍各种不同的野味。对山下世界的一切和男女之情无知，等到下山之后，常以自己的想法衡量判断，闯祸和闹笑话都不少。认为万物平等，生老病死，弱肉强食皆是世间常态，更不会有妖和人必须对立的想法，遇麻烦之事会换个方向思考，不喜欢自寻烦恼，对于已经认定的事，处理起来很直线思维。
- 韩菱纱——出生于盗墓世家、望舒剑第二代宿体。

常年混迹江湖，有点小聪明，慧黠。遇到看不顺眼的人也会小整对方一下。性格爽快大方。对于熟悉的朋友，常会不在意地揭对方短，而自己也不会因被朋友嘲笑而生气。心地善良，常常劫富济贫但不张扬。擅长破解墓穴机关，也懂得风水堪舆之术，年纪小小，技艺也算不错，据说是家学，还自称独行千里的大盗。
- 慕容紫英——大燕皇室遗族、琼华派弟子、宗炼的徒孙、净化魔剑、定居剑冢、九州散人的仙缘。

琼华派弟子，幼年时就被送到仙山修行，入门早，天资聪颖，修为较深。冷峻，稳重，内敛，是一个值得信赖的伙伴。外表冷漠，似乎不太容易相处，实则是个重情重义的好男儿。对铸剑养剑之道极为专精痴迷，痛恨一切对剑不尊，有辱宝剑威名的行为。
- 柳梦璃——幻瞑妖界少主、婵幽的女儿、柳世封和阮慈的养女。

身为官家小姐，有着大家闺秀的娴雅气质，端庄大方。通晓琴棋书画，尤其在音律方面多有涉猎，擅弹箜篌。聪慧敏锐，更会在关键时刻表现出与柔美外表不符的决断。在感情上比较专一，对不相关的人较为冷淡，对喜欢的人则十分体贴，并全心信赖，不吝于表达自己的情感。

### 仙剑五
- 姜雲凡

狂风寨少当家、蚩尤后裔、净天教魔君姜世离与欧阳世家小姐欧阳倩之子。
从小在山寨中长大，后来离开苍木山，结识唐雨柔、小蛮和龙幽，踏入他命中注定的江湖之旅。
- 唐雨柔

青荷镇唐府大小姐。
性格外柔内刚、善解人意、知书达礼、平易近人。表面柔弱，实际内心坚定，只要是认定的事情就不会再改变。
- 龍幽

魔界夜叉国二皇子、夜叉国国君龙溟胞弟。
性格沉稳，言行充满自信。为魔界寻找水源而来到人界，起初自称为西域商人。结识姜云凡、唐雨柔、小蛮三位好友，并一同拜入蜀山仙剑派。
- 小蛮

女娲族裔、李忆如与韩仲晰之女、仙剑派七圣“一贫”的外孙女、巫月神教掌门海棠夫人的徒弟。
六岁时父母双亡，母亲临终前托孤由师父海棠夫人抚养长大，擅长使用蛊术。为了撮合师父与外公，小蛮流落江湖，寻找炼制苗族“情蛊”的方法。

### 仙剑五前传
- 夏侯瑾轩——武林四大家族之一的夏侯家的少主，不喜舞枪弄剑，专爱趣闻逸史，让父亲深感恨铁不成钢。好在他对于仙术符法也有所涉略，没沦落到手无缚鸡之力的境地。虽然喜欢读书，但他却不是一个书呆子，有时也会有一些出人意料的鬼点子和令人发笑的感慨，在遇到问题时，他常能冷静地分析出最合理的解决办法。对待朋友全心全意，希望身边的所有人都能得到幸福，但却从不计较别人怎么看待自己。徒弟為仙劍六配角之一顧寒江。

- 瑕——看似平凡的卖艺少女，性格倔强，自尊心强，不喜欢被人小看，更不爱占别人的便宜。所以在游戏一开始不慎打碎夏侯瑾轩的昂贵玉佩后，决心为他做事来偿还。喜欢喝烈酒，酒量出奇的大，似乎缺乏某些神经和细胞。时常有身体不适的感觉，但晚上又常常不会睡觉。偶尔睡着了，就很难被叫醒，身上似乎藏有某种秘密。这秘密的根源，来源于身世中的某场变故。徒弟為仙劍六配角之一顧寒江。

- 暮菖兰——相貌与身材出众，第一次出场时让所有人都有惊艳感。行走江湖靠替别人解决麻烦赚取报酬，似乎很爱财，小算盘打得很精。与瑕一见如故，俩人以姐妹相称，主动加入队伍。但是，她似乎隐藏着什么不可告人的秘密。

- 姜承——欧阳世家的四弟子，为人沉稳内敛，做事认真，不爱多说话，但内在不乏细腻之处。对师傅欧阳英非常尊敬。因为不擅交际，而被大多数同门弟子疏远，又因和欧阳二小姐欧阳倩关系亲密，而遭到同门众多弟子的嫉妒，尤其同样也喜欢欧阳倩的大师兄萧长风，而这位大师兄偏生又心胸狭窄，他会是决定姜承命运的关键人物之一。姜承体内实际上流着蚩尤的血液，这股异常强大的魔气令所谓的名门正派忌惮，又让有心人利用，最终使他走上了一条和自己最初理念完全相悖的道路，最終被蜀山七聖一行人用三神器封印在神魔之井，淨天教至此被瓦解，武林恢復了以往平靜與和平。

### 仙劍六
- 越今朝——靛衣黑髮，一身勁裝，左眼上有眼罩的少年。為人世故，了解世態炎涼、人情冷暖。反應快，擅變通，邏輯推理能力不錯。擅長活躍氣氛，可以很好地扮演需要的角色，調整自己的表現去配合別人。至記事以來就與越祈相依為命，與越祈走遍大江南北找尋二人身份來歷。

- 越祈——幹練短髮的少女，性格如孩童般天真，但絕不愚笨，領悟力高，學什麼都快。行事直接，沒什麼是非觀，對日常知識不甚理解，非常依賴越今朝。平時手無寸鐵，卻可凌空御物，御氣凝劍。擁有超乎常人的力量，但連自己都不知道為何自己擁有這種能力。

- 洛昭言——西域沙漠中的一處神秘綠洲的曇華洛家家主。外表看似俊秀的青年，但實為女扮男裝的女性。父親為洛家的上任族長，但在其兒時便過世，僅留下一對雙子。數年後人們僅知洛家出了一位好家主，不知其真實女子身分。自信但不高傲，充滿正義感且有些過分認真。從小女扮男裝，可以自如地和其他男性稱兄道弟、談天喝酒。其雙重形象也分別展現其性感柔美和俠骨柔情的一面。

- 閑卿——外表俊朗飄逸、撒脫不羈，帶著些許玩世不恭的氣質。真身為千年狼妖，對很多事情看得比隊伍裡其他人淡，內心實際上是個沉穩可靠的人。其衣服上的祥雲紋路和腰間玉珮昭示其不凡的身世。和明綉的師父為熟識，對明綉十分照顧。

- 明綉——明媚秀麗的少女，姿態柔美優雅，眼神清亮而堅毅。性格孤僻，常常與別人保留一份距離感、缺乏安全感的人，對於他人總是冷言冷語、不假辭色，其實是個十分真性情的女子。在幼年時遭遇重大變故，故而長大後對妖類下手毫不留情。

- 居十方——正武盟機巧堂堂主，內向老實的青年。有些軟弱，患得患失，較容易退卻。性格自卑，希望得到別人的關注，但當別人真的關注他了，又會覺得不自在。雖不懂武術，卻通曉機關，能操控可變身的機關獸進行攻擊。機關獸名為豆包，是母親唯一留給他的遺物。

### 仙劍七
- 月清疏——明庶門初代掌門月西樓後人，自幼由擔任明庶門掌門的爺爺月寒山撫養長大，為人刻苦認真、細心穩重，愛好烹飪、寫日記。於故事尾聲成為明庶門掌門，與打回原形的修吾相守。
- 修吾——天界神將，神樹之實所化，春滋劍守，一名實力強大，忠於內心的神秘劍客，雖然寡言但卻是團隊中強有力的後盾。奉命緝拿魁予時在炎波泉被魔尊重樓所傷，墜落人間。於故事尾聲為了救活月清疏，運用自身神力利用共生之術救活月清疏，但此舉也廢盡修為，而化為原本的神樹之果。
- 白茉晴——仙霞派新一代弟子中的佼佼者，在陣法和五靈法術方面都頗有天賦造詣，深受師門上下的喜愛。待人接物極有禮貌，但面對感情時會有些遲鈍。於故事後期喜歡桑游，於敖胥一戰之後，因自家兄長白都督做了許多傷天害理，強逼遊民做苦力，茉晴為了替兄長贖罪，與桑遊一同處理遊民居所，也致力教會他們識別礦石能力，可自力更生，事後與桑遊一同回泉隱村共結連理。
- 桑游——來自於苗疆泉隱村。頭腦靈活，古靈精怪，外向爽朗。平日看起來整天嘻嘻哈哈，插科打諢，但在正經場合或者觸及心事時，總會展現出判若兩人般的嚴肅。於故事後期喜歡白茉晴，於最後一戰之後與白茉晴共結連理。

## 修仙门派

### 蜀山仙剑派
按辈分高低排序。带“*”者为蜀山仙剑派掌门。
初代人物
- 太清真人*：蜀山仙剑派开山祖师，天帝伏羲亲自点化的上仙，他曾经遭受重创而丧失了全部修为，结果破而后立，领悟了修行化境，实力大涨，修成仙身。蜀山仙剑派开派以来，有无数奇才诞生，但均未有人超越太清真人（与昆仑琼华派第24代掌门太清真人非同一人）。
- 道臻：蜀山仙剑派第3代弟子，为了师弟道闰的幸福，背着掌门盗取赤雪流珠丹送给道闰。
- 道闰：蜀山仙剑派第3代弟子。与女妖芙萝相恋，为救孩子睿儿触犯蜀山门规出逃，后与女妖到居巢国定居。
- 唯敬：蜀山仙剑派第4代弟子、3代掌门的爱徒，持镇妖剑斩杀天妖皇，与冰晶女相恋。

清字辈
- *清微——蜀山仙剑派五长老之一第二十二代掌门，徐长卿的师父，被邪剑仙所害。
- 苍古——五长老之一，徐长卿的师叔，被邪剑仙所害。
- 净明——五长老之一，徐长卿的师叔，被邪剑仙所害。
- 幽玄——五长老之一，徐长卿的师叔，被邪剑仙所害。
- 和阳——五长老之一，徐长卿的师叔，被邪剑仙所害。
- 邪剑仙——蜀山五长老偷炼门中所禁仙术，将体内邪念排出封印入锁妖塔中，不料邪念却在锁妖塔中修炼成仙，并趁乱逃脱。它是六界之外的生命，没有实体，可变化成五长老中任何一位。
- 清冷——绿萝山掌门，南宫煌的授业恩师，为了打通蜀山地脉，赠予南宫煌蜀山至宝——五灵轮。原本为蜀山派弟子，专门保管包括五灵轮在内的蜀山各种法器。因受到殊明的暗算，成仙之后带上五灵轮离开蜀山派，自立门户，不与外人往来，更发誓不见蜀山之人。
- 殊明——蜀山派弟子，与清冷是师兄弟。抓住清冷的软肋，在清冷即将成仙时，吸取清冷的法力，助自己成仙，多年后清冷也再次成仙，却无心找殊明算账。殊明原以为打通地脉后就会位列仙班，却在关键时刻被鬼卒雷元戈算计，被神界封为镇狱明王永远守护锁妖塔，从此便呆在暗无天日的塔中。后由于李逍遥入塔底救赵灵儿而与其发生争执，最终被李逍遥等三人所杀。

常字辈
- *徐长卿——徐长卿与紫萱相恋三世，前世为林业平。自幼被蜀山掌门收为弟子，武学天赋极高。后因违抗师命执意和紫萱结婚而被逐出师门。最终获得了紫萱的功力而成仙，接任蜀山仙剑派第二十三代掌门，带领蜀山进入全盛时期。后辞去掌门之职，让位于常浩。
- *常浩——徐长卿辞职后，常浩继任蜀山仙剑派第二十四代掌门。
- 常授——徐长卿时的前真武长老，当时蜀山剑术第一，因误入蜀山地脉而死，后来由独孤宇云接任长老职位。
- 常德——徐长卿时期的长老，是徐长卿的师兄。
- 常胤——蜀山前山大殿守门的蜀山仙剑派弟子。
- 常纪——南宫煌的养父，蜀山弟子，本名南宫纪。
- 姜清——姜婉儿之父。十八年前曾因与魔尊之女月柔霞相恋。後來蜀山與魔族之戰中，蜀山準備發動天罡劍陣消滅魔尊，顧及戀人感受的姜清臨陣脫逃、帶著月柔霞逃入锁妖塔，并造成眾多入塔追緝的蜀山弟子身亡，同時勉強發動劍陣、暫時封印魔尊的蜀山弟子也全數在戰中犧牲。深感因自己臨陣脫逃而使眾多弟子身亡的姜清，陷入深深自责之中、時而清醒又時而失常直到壽終，死后灵魂也一直未能得到解脱。后来闯入塔中的李逍遥与之交战一场，使之得到解脱。

守字辈
暫缺
宁字辈
- *独孤宇云——蜀山仙剑派宁字辈弟子，与南宫煌、司徒钟结为朋友，在蜀山地脉问题上起了不少作用，深受徐长卿信任，后得以出任真武长老。而后南宫煌妖性发作，不分敌我，本想将之制服，被司徒钟阻拦。独孤坚持将南宫煌的身份报告掌门常浩，导致在南宫煌的去留问题上，常浩与司徒钟发生争执，而司徒钟被逐出蜀山。因其剑术高超，颇有造诣，后接任蜀山仙剑派第二十六代掌门。后从天命将赵灵儿当作妖类投入锁妖塔，酿成林月如在塔底重伤、神智全无的悲剧。锁妖塔崩塌时，把李逍遥等人送至圣姑处疗救治。之后传位给李逍遥。世称“独孤剑圣”。
- 司徒钟——司徒钟早年上蜀山学艺，因嗜酒如命、不思进取而经常被师兄独孤宇云责骂。经常叫南宫煌替他下蜀山买酒喝。后来因为袒护其南宫煌是半人半妖的身份而被掌门常浩驱逐下山，并与其独孤宇云发生争执，一气之下山云游，后因独孤宇云的关系，重回蜀山。司徒钟剑法高超，嗜酒如命，自创“酒神”绝技，江湖人称“酒剑仙”。收徒李逍遥。

李逍遥时期
- *李逍遥——南盗侠李三思夫妇之子，自小和婶婶过着平淡的生活，一心希望可以闯荡江湖行侠仗义。后得到酒剑仙的指点习得上乘蜀山剑术，从一个毛头小子成长为一个正义的侠客。任蜀山仙剑派第二十七代掌门。时魔尊乱世，李逍遥于五华山连同天罡剑阵将魔尊打得神形俱灭。后取道号“一贫”。数年后，折剑山庄庄主欧阳英四弟子姜承，因为魔族蚩尤后裔，被诬杀害同门而遭到排挤，远离武林，改名“姜世离”，并于覆天顶创立净天教，称“魔君”。后受魔界夜叉族摄政王魔翳（化名枯木）蛊惑，举兵攻打蜀山，企图打破神魔之井封印。蜀山仙剑派长老罡斩（谢沧行）为保封印兵解而死。此后，四大世家联合蜀山攻打覆天顶。一贫及太武、草谷、铁笔、玉书、凌音、青石为首，利用三神器将姜世离封印。事后一贫因未能及时阻止魔教为乱，引咎辞职，掌门之位由师兄太武接任。后位列蜀山七圣，镇守天玑宫。

七圣
一贫（李逍遥）于覆天顶之战后让位于师兄太武，此后蜀山立七宫，以太武、一贫、草谷、青石、玉书、铁笔、凌音为七圣，镇守神魔之井封印。七圣中，铁笔、凌音原为太武、一贫等人师侄辈，后因七圣地位超然，皆以师兄妹互称。
- *太武——蜀山仙剑派第二十八代掌门，蜀山七圣之首，镇守天枢宫，武功高强，为人正派，处事沉稳。收徒喜好沉穩嚴謹者。
- *一贫——蜀山七圣之一，镇守天璣宮。性情落拓不羈，好酒，重情，即李逍遥。
- 草谷——蜀山七圣之一，镇守玉衡宫。擅长医药，因炼制固魂仙药元气大伤，又遭逢净天教攻打蜀山，功力消耗过度，导致身体突变，容貌如孩童一般。收徒喜好溫文守禮的。
- 青石——蜀山七圣之一，镇守天璇宫。举止儒雅，喜静而好弈。因双眼失明，但亦使他更易洞悉人性的本质。
- 玉书——蜀山七圣之一，镇守天权宫。博览群书。
- 铁笔——蜀山七圣之一，镇守开阳宫。喜爱使用奇门遁甲。长老罡斩（谢沧行）之徒，为太武、一贫等师侄辈，后七圣并立，皆以师兄妹互称。收徒喜好使用奇門兵刃的。
- 凌音——蜀山七圣之一，镇守瑶光宫。喜爱音律。为太武、一贫等师侄辈，后七圣并立，皆以师兄妹互称。

七聖同輩
- 谢沧行——蜀山仙剑派长老，道号“罡斩”，李逍遥师弟，铁笔师父时剑术仅次于掌门一贫（李逍遥）。生性爱饮酒。行走江湖时意外发现欧阳世家弟子姜承身世的秘密。后姜承成为魔君姜世离，率领净天教攻打蜀山锁妖塔遗迹，欲打开神魔之井封印时，谢沧行看出了幕后黑手为枯木。谢沧行为保封印兵解而死，并对枯木给予了重重的一击，令人界免遭人魔大战之苦。

七圣晚輩
- 姜云凡——李逍遥唯一的弟子，蚩尤后人，魔君姜世离之子。从小在山寨中长大，后来离开苍木山，结识唐雨柔、小蛮和龙幽，踏入他命中注定的江湖之旅。
- 唐雨柔——青荷镇唐府大小姐，草谷嫡传弟子，净天教无天尊者唐風(後隱姓埋名改唐海)的女儿。性格外柔内刚、温和善良、善解人意、知书达礼、平易近人、内敛含蓄、悲天悯人、聪颖细腻。表面柔弱，实际内心坚定，只要是认定的事情就不会再改变。
- 龙幽——魔界夜叉族的王子，性格沉稳，言行充满自信。为魔界寻找水源而来到人界，起初自称为西域商人。结识姜云凡、唐雨柔、小蛮三位好友，并一同拜入蜀山仙剑派，成为玉书弟子。最后因为神魔之井以三神器結界封印，已经成为魔界夜叉族王的他被迫与最爱之人小蛮分离，两人天各一方，彼此深深思念对方。
- 小蛮——女娲族后裔，李忆如之女，因其他三位同行好友先後都成為蜀山弟子，小蠻也跟著加入蜀山成為鐵筆弟子。为了撮合师父阿奴与外公李逍遥，小蛮寻找炼制苗族“情蛊”的方法，但是愿望最终没能实现。后又拜蜀山开阳宫铁笔为师。小蛮与来人界寻找兄長以及水靈珠與神農鼎的夜叉族王子龙幽相识，嬉笑怒骂中两人相恋。最终神魔之井被再次封印，龙幽回到魔界，两人从此不能相见，却互相思念着对方。
- 凌波——凌音姐姐。当初夜叉族国君龙溟言救人需要神农鼎，于是凌波从蜀山盗走神农鼎，然后其魂魄便一直在蜀山禁洞等待龙溟直至灵力耗尽。

### 昆仑琼华派
地處崑崙山的修仙門派，乃崑崙八派之一，瓊華一派信奉九天玄女，素以鑄劍秘術為尊，集三代長老畢生心血鑄就『望舒』、『羲和』。修仙之法講究『人劍合一』，憑藉三尺青鋒，除妖蕩魔，為方圓百姓敬仰。後因逆天飛升觸怒天帝，而遭天火焚燒，瓊華派就此覆滅。
初代
- *道胤真人——琼华第二十代掌门、参悟双剑飞升之法。

第二十四代
- *太清真人——瓊華第二十四代掌門、死於嬋幽之手。 （與蜀山仙劍派開山祖師太清真人非同一人）
- 青陽——瓊華派三大長老之一，為人正直，性情溫和善良，幫助菱紗祛寒及玄霄破冰。由於多年前率弟子捉拿逃出門派的夙玉、雲天青，多次交手，皆因一時心軟放其離去，最終導致與宗煉、重光、夙瑤一起冰封玄霄而心生愧疚，遂與重光隱居於清風澗，不聞派中事。有著高超的劍術，同玄霄頗有淵源，唯有玄霄之事才可令他現身。後因玄霄想雙劍飛升成仙，特來尋宗煉的手記，重光和青陽規勸玄霄放棄飛升未果後便即動手，試圖奪劍。不料玄霄功力遠勝往昔，重光被殺，青陽功力盡廢，但玄霄未取青陽性命，就此離去。
- 重光——瓊華派三大長老之一，由於修煉功法的緣故，隨鬚髮皆白，卻仍保持著少年容顏。因與宗煉、青陽、夙瑤一起冰封玄霄而心生愧疚，遂與青陽隱居於清風澗，後因規勸玄霄放棄飛升未果後試圖奪劍。不料玄霄功力遠勝往昔，制玄霄不成，反被玄霄所殺。
- 宗煉——瓊華派三大長老之一，慕容紫英的師公，鑄劍高手，《宗煉手記》的作者，望舒劍、羲和劍的鑄造者。後來因發現雙劍力量過於霸道，物極必反，若雙劍失去控制，則羲和宿主將墮入嗜血狂亂之道、望舒宿主則會變得冷酷兇殘。雙劍既是飛升的靈器，也是起禍的凶器，所以苦尋解決之道，但直至過世，也沒找到將雙劍之禍消於無形的辦法。

第二十五代
- 玄震——太清真人的大弟子。
- *夙瑤——瓊華第二十五代掌門、太清真人的徒弟、玄霄等人的師姐。
- 玄霄——羲和劍宿體、太清真人徒弟、雲天青等人的師兄、夙玉的戀人、雲天河義兄。
- 雲天青——太清真人徒弟、夙玉等人的師兄、夙玉的丈夫、雲天河的父親、柳夢璃的救命恩人、柳世封的好友。
- 夙玉——望舒劍第一代宿體、太清真人徒弟、玄霄的戀人、雲天青的妻子、雲天河的母親。
- 夙莘——夙瑤的師妹、慕容紫英的師叔。因爭執離開瓊華派後遇難被一位老人的機關獸所救，之後向老人學習技藝成為偃師。

第二十六代
- 慕容紫英——幼年時就被送到仙山修行，入門早，天資聰穎，修為較深。冷峻，穩重，內斂，是一個值得信賴的伙伴。外表冷漠，似乎不太容易相處，實則是個重情重義的好男兒。對鑄劍養劍之道極為專精痴迷，痛恨一切對劍不尊，有辱寶劍威名的行為。

第二十七代
- 雲天河——雲天青和夙玉的兒子、玄霄的義弟。
- 韓菱紗——出生於盜墓世家、望舒劍第二代宿體。
- 柳夢璃——幻瞑妖界少主、嬋幽的女兒、柳世封和阮慈的養女。
- 懷朔——瓊華弟子、愛慕璇璣。
- 璇璣——瓊華弟子、懷朔的師妹、崇拜紫英。

按辈分高低排序。带“*”者为昆仑琼华派掌门。

### 峨眉仙霞派
創立者首任掌門清柔師太，座下仙霞五奇，武學以仙霞劍法為主，陣術為輔。
仙霞劍法融合蜀山派劍法與魔族法術的精隨而成，同時擅長先天子午劍陣等陣術。
之後在余霞真人的改革下，將符祿法術融入到門派科目中，之後門下弟子以劍、陣、咒法為修行三大體系修練。
- 清柔師太——本名姜婉兒，仙霞派掌門。蜀山仙劍派常字輩弟子姜清與與魔尊之女月柔霞之女。生於鎖妖塔內，鎖妖塔崩塌後，姜婉兒重見天日，因出生起便生活在鎖妖塔，因此不知人間世事，初到人界時為尚書府劉夫人所救。後自創峨眉山仙霞派，合父親姜清與母親月柔霞之名，自稱“清柔真人”。姜婉兒收取女弟子傳授劍法。由於父親為蜀山弟子，所以她所創的仙霞派劍法與仙劍派劍法極其相似，另由於母親遺傳，仙霞派劍法帶有魔性。仙霞派座下“仙霞五奇”四處行俠仗義，仙霞派也成為江湖名門。
- 齊弄霞——仙霞五奇之一，成熟而穩重，具有領頭者的氣質。
- 厲凌雲——仙霞五奇之一，直爽而潑辣，外冷內熱性格剛烈。
- 梅勝雪——仙霞五奇之一，沉默而冷傲，冰炭不言冷熱自明。
- 柳逐霓——仙霞五奇之一，活潑而稚氣，為仙霞五奇中年齡最小。
- 沈欺霜——道号余霞，乳名七七，仙霞五奇之一，溫柔而善良，對王小虎癡情，對李憶如憐愛，後為延續師門大事，放弃私情后接任掌门。
- 白茉晴——卢龙府白家千金，隐瞒身世拜入仙霞派，师承余霞真人。
- 卫绡——白沫晴的大师姐，继承了仙霞派剑法大统。
- 庄锦——白沫晴的二师姐，身材魁梧，桑游最不想见到的人。

### 仙灵岛水月宫
- 灵月宫主——水月宫宫主，名叫素玟，小名阿玟。
- 姜氏——赵灵儿的姥姥（并非赵灵儿的外祖母）。
- 赵灵儿——灵月的徒弟，李逍遙之妻。自幼学习水月宫法术。

### 落袈山

#### 明庶门
- 月西楼——自创御灵术，创立明庶门。成仙后与张东临共同对付虎煞，最終因耗盡法力而亡。
- 月寒山——月清疏的爷爷，明庶门掌门。
- 月清疏——明庶门大弟子，虽然门派没落，但仍坚守门派信念，常独自一人下山除妖，保一方安宁。
- 修吾——本为神族天将，因被魔尊重楼打伤坠落人间，与月清疏以共生之术相缚，在月寒山慫恿下索性拜入明庶门。
- 子秋——本为神子，被春滋泉守敖胥用作显灵载体来操控天师门，敖胥被诛后拜入明庶门。

#### 天师门
- 张东临——与月西楼识于微时，意气相投。并约定同在落袈山建立门派，一方有难另一方相助。与月西楼击败虎煞时战死。
- 张甫和——抓回逃走的虎煞后成为第三代掌门。
- 孟章——天师门掌门，听命敖胥神尊，壮大天师门。
- 执名——天师门长老，孟章师兄，为人谦逊。
- 监兵——天师门四长老排第三，为人正直刚毅。
- 陵光——天师门唯一女长老，对掌门孟章崇敬信任并帮其传送密信。日常照顾神子小秋，但因孟章與白府暗地做出許多傷害天理之事，因敖胥所為，故刻意與小秋保持距離不亲近，甚至可用冷淡表示。
- 仪衡——孟章的大弟子，一位滿懷俠義心腸，正直不阿的人。因为不满师父滥捕灵兽而离开师门，游走各地行侠仗义，多次与月清疏等人邂逅，后来在三长老的邀请下返回。

### 蓬莱御剑堂
- 商风子——蓬莱御剑堂掌门。
- 天璇——蓬莱御剑堂幸存弟子。
- 天玑——蓬莱御剑堂幸存弟子。
- 天枢——蓬莱御剑堂幸存弟子。
- 玉瑶——蓬莱御剑堂幸存弟子。
- 玉衡——蓬莱御剑堂幸存弟子。

## 武林门派

### 德阳霹雳堂
- 雷啸天——霹雳堂堂主。
- 罗如烈——霹雳堂副堂主。

### 璧山唐家堡
江湖人士更喜歡稱唐家堡為唐門，唐門自古多名門將士，也不乏奸詐卑鄙之人，有說是“寧遇閻羅王，不惹唐門郎”，唐門世代過著深居簡出的生活，是一個典型的家族式江湖門派。
唐門的武功多以毒、暗器為主，唐家堡裡到底佈置著多少各式各樣的機關，恐怕唐家人也不會完全了解。靠著重重機關的保護，唐門得以在江湖上存在幾百年而絲毫不受外界侵擾。
後因內部問題分家。總壇原址在分家後由景天收購地產，改為唐家集。

#### 唐门
- 唐坤——唐家堡堡主，唐门掌门。
- 唐丰——唐坤之子，与妻子意外身故。
- 唐雪见——唐坤收养的孙女，作为唐坤嫡系继任唐门第三十二代掌门。
- 唐泰——唐雪见的三叔公。
- 唐益——唐雪见的七叔。
- 唐恒——唐雪见的堂兄。
- 唐渐——唐雪见的堂兄。
- 唐震——唐门中毒术最精湛者。
- 唐芷芸——唐坤外孙女。
- 唐念雪——唐恒之子，名字是为纪念唐雪见。
- 唐堂——唐堂客栈老板。

#### 永安当
- 景逸——永安当掌柜，景天父亲。捡到弃婴唐雪见作为唐丰后人。
- 赵文昌——永安当掌柜，唐家远亲。
- 丁叔——永安当管事，永安当倒闭后与景天开设新安当。
- 景天——神将飞蓬和姜国太子龙阳的转世。永安当朝奉，遇唐雪见、龙葵等一同行走江湖。后成为渝州首富、新安当老板。娶唐雪见为妻，收徒李三思。
- 景小楼——景天与唐雪见之子。

### 蘇州林家堡
為南方武林中的翹楚，以家傳劍指雙絕雄霸天南一方。後因堡主林天南的愛女深受重傷，一心尋求續命良方，故此逐漸淡出武林。
- 林天南——南武林林家堡堡主，江南武林盟主，武功高強，富甲一方，知己遍布，有蜀山派掌門，有當朝尚書。對名望、地位、身份、正邪、是 非、黑白，以自己的標準劃分得非常清楚，看似古板頑固之人。卻對亡妻一往情深從未續弦，對愛女視若掌珠，更因此對月如養女李憶如愛屋及烏寵愛有加。
- 柳靜荷——林天南的妻子，在林月如年幼時亡故。
- 柳肅雲——柳靜荷的姐妹，林月如稱呼為雲姨，劉晉元的母親，丈夫是劉尚書。
- 劉晉元——林月如表哥，一直喜歡林月如。
- 林月如——林天南之女，愛上李逍遙，後因為救眾人犧牲。在仙2劇末，李逍遙依靠魔族三神器之一九轉迴魂珠成功讓林月如起死回生！回水月宮與李逍遙一起生活。
- 彩依——劉晉元的妻子，林月如表嫂，蝴蝶精。
- 林忠——林家堡總管。
- 唐志達——林家堡武功數一數二的弟子，在南林北沈比武大會敗給沈欺霜。
- 程志義——林家堡弟子。

### 濟南沈家堡
為北方武林的翹楚門派。沈家雖與林家堡齊名，但實力已遠不如人，南林北沈比武大會二十多年來，互有勝負，但林家堡略佔上風。
- 沈青鋒——北武林沈家堡堡主。
- 沈齊——沈青鋒之子，沈家堡少主。
- 沈欺霜——沈青鋒庶女，拜入仙霞派。

### 洛家庄
- 洛望平——洛昭言的父亲。
- 洛昭言——昙华洛家家主，洛埋名的妹妹。
- 洛埋名——神农九泉之一热海的守护者。
- 藏锋——洛埋名的护卫。

### 海沙帮
- 海富贵——海沙帮的少帮主，向折剑山庄拜师学艺。

### 开封大慈悲明宗
神州大地因為鎖妖塔崩毀，萬千妖魔盡出，天下大亂。幸有得道高僧千葉禪師的出現，廣納門徒成立大慈悲明宗各地降妖伏魔。
- 千叶禅师——妖魔伪装的高僧，骗得三魔器企图统治魔族与人族。
- 万悲大师——生前乃是江都王刘建，因犯错死後魂魄被封湖底，妻女也跟着投水殉身。千叶禅师将其带走，封住记忆，作为徒弟。
- 喻南松——神州大侠喻承宗之子，持有魔器九转回魂珠而被魔族灭门。
- 啸狼——杭州城郊袭击沈欺霜，千叶禅师安排他守护内殿。

### 雲州折劍山莊
江湖人稱折劍山莊，本名英雄山莊反被遺忘。據傳是因其鑄劍之術精妙絕倫，令天下鑄劍者愧而折劍。又有一說，是由於歐陽氏家傳劍法幾可無敵於天下而得名。
折劍山莊每年都會召開試劍大會，將當年所鑄寶劍一一展示，並評選出其中的前十柄，贈與在試劍擂台上拔得頭籌的各派武林高手。不少新人也可藉此機會嶄露頭角，一旦獲勝，則名利雙收。故此每到試劍大會時，都有數千人赴會。
- *歐陽英——折劍山莊莊主、武林盟主。持身清正、耿直、嫉惡如仇。面對弟子姜承變成姜世離的事深感無奈。在皇甫卓成為皇甫門主後，因得到皇甫卓的大力支持，歐陽英穩立於武林，並與皇甫卓成為忘年之交。
- 歐陽倩——歐陽英次女，歐陽慧的姐姐，姜雲凡的親生母親，與姜世離相戀後離開歐陽家。姜世離被封印後，歐陽倩隱居蒼木山，生下一子姜雲凡後辭世。
- *歐陽慧——歐陽世家歐陽英小女，歐陽倩的妹妹。她左手持紫熒劍，身環裘絨，衣著藍紫色修行裝；年紀輕輕即以女子身份執掌折劍山莊，故比尋常女子多了一份沉穩與乾練；性格外冷內熱，英姿颯爽而又不失女性的柔美。
- 蕭長風——歐陽英的大弟子，對其亦抱有很大的期望，但於品劍大會期間，蕭長風的所作所為帶給了歐陽英貽害無窮的事端。而蕭長風本人在品劍大會中因枯木之詭計殺害身亡，眾人將死怪罪於姜承，讓姜承被迫逐出師門，墮入魔道成為姜世離的主要兇手。

按辈分高低排序。带“*”者为门主。

### 长安天地山庄
『漫天花雨，落地無痕』
財力雄厚，與西域回紇、土番、黨項、大食、波斯等均有生意來往。善用暗器及奇門兵刃，武功招式兼具西域與中原特色。
- *上官信——天地山庄掌门，上官雅之父，为人心胸狭隘。
- *玉娇红——上官信之妻，上官雅之母，天地山庄继任掌门，曾制服多名魔教高手。
- 上官雅——天地山庄少主。

按辈分高低排序。带“*”者为门主。

### 開封仁義山莊
『書香俠骨，仁者無雙』
歷代潔身自好，擇徒極嚴，門下弟子多文武雙全。素來行事低調，故在武林中名聲並不顯赫。
經營玉石生意，劍法招式多取守勢，但求制人而不致命，有仁者之風，故江湖人稱仁者劍。家傳長離劍，因殺人過多而戾氣甚重，年深日久蘊為劍靈，由蜀山派長老罡斬指點養劍之法以化解戾氣。
- *皇甫一鳴——仁義山莊門主。對歐陽英當上武林盟主感到不滿，不斷從中作梗，陷害歐陽家，臨死前仍然對武林盟主一位念念不忘，並囑咐兒子利用淨天教之亂，將歐陽英拉下盟主之位。後因過去利用姜承大作文章之事，甚至追殺姜承、厲岩，而被毒影記恨，利用安插的內奸常念下毒致死。
- *皇甫卓——皇甫一鳴之子。為人嚴肅剛正，嫉惡如仇；因注重世家榮譽，故而嚴以律己。有著自己的堅定的是非觀，在認定姜承並非歹人的情況下，即使姜承被視為武林公敵，仍舊會堅定地維護他。皇甫一鳴死後繼任仁義山莊門主。與其父行事風格不同，為人剛正、情深義重，幫助歐陽英奠定武林盟主之位，與歐陽英成為忘年之交，使得皇甫家聲勢更盛。

按辈分高低排序。带“*”者为门主。

### 明州正氣山莊
『知言行善，養吾浩然』
位於明州，以錢莊、航運為業。在山東青州亦有分支。世代以鏢局為業，槍法嚴謹，精通騎射之術，擅長以一敵多。
- *夏侯彰——正氣山莊莊主，為人正直，氣勢凜然，不怒自威，給人以武者獨有的威嚴感。心中有正義感，但有時會因為迫於形勢，作出無奈的選擇。對兒子瑾軒十分嚴厲，但實際上是個通情達理的父親。不願看到兒子因不善武功而被其他武林人士恥笑。最大的心願是瑾軒將來繼承夏侯世家，成為一個頂天立地的男子漢，平安地過一生。淨天教之亂因枯木製造夏侯韜死亡假象，憤而攻上覆天頂，最後因枯木現出夏侯韜的真面目後過於震驚，反而被偷襲而死。
- 夏侯韜——夏侯彰之弟，正氣山莊二莊主。在十六年前大地震中身亡，後被魔翳以縛魂術附身，利用夏侯世家的財勢在江湖中收集情報，並利用姜承的魔氣謀劃了一個大局，令江湖上動蕩不安。
- 夏侯瑾軒——夏侯彰之子，正氣山莊少主。不喜舞槍弄劍，專愛趣聞逸史。淨天教之亂時失踪。
- *夏侯琳——莊主、二莊主身亡、少主失踪後，由夏侯琳繼任掌門。四大世家經過討論，在淨天教成為一名淨天教的眼線。直到蜀山率領四大世家攻打淨天教，夏侯琳作為保護歐陽倩的隨從，途中用暗器偷襲歐陽倩令她身受重傷。五年後，夏侯琳暴斃，兇手疑為淨天教餘黨。
- *夏侯茗——仙五時期擔任夏侯世家的領導人。

按辈分高低排序。带“*”者为门主。

### 景安正武盟
總部位於景安，是一個由多個門派加盟而成的勢力。
魔君姜世離的淨天教之亂後，四大世家逐漸隱於江湖，景安正武盟興起，成為中原第一大武林門派。
- 左冠人——正武盟盟主。為人正直剛毅，肩負著中原武林人士和平的重任。心胸豁達，正義感強。對剷除邪教『啟魂聖宗』決不手軟，對於禺族進攻人界更是摒棄前嫌與衡道眾合作。最後由於盈輝堡和洛家莊事件不明真相而與越祈、洛昭言一行人等為敵，但仍不失武者的風範。

- 居十方——机巧堂堂主。性格內向，老實，有些軟弱，患得患失，較容易退卻；經過種種事件逐漸變成有擔當的人物。居十方有一隻機關獸名為豆包，是母親唯一留給他的東西。平時少話，尤其對女性時，實際是因為不善言辭，而非不想和人說話。和女性交流很容易緊張、臉紅、不知所措乃至說錯話。說到自己的專業領域就會滔滔不絕，不過聽眾大半沒興趣聽他說。

- 温仰——勇武堂堂主。居十方在正武盟裡唯一的知心好友。溫仰隨正武盟搗毀了禍害神州的啟魂聖宗，而後親眼目睹了啟魂聖宗所信奉的冥主柷敔吸食景安百姓生命力的慘象，便與衡道眾合作與禺族一戰。

- 李覓——飛星堂堂主。精通暗器，其暗器絕學可獨步於武林。

- 裘凌雲——梯雲堂堂主。雖然看起來矮小而發福，但輕功造詣很深。

- 明繡——正武盟成員。來自於長河村，被村長帶走作為新娘奉獻給妖怪，後被顧寒江救下。因母親為了保護明繡死於妖怪手上，明繡成了孤兒，顧寒江收其為徒弟，帶到與青山。長大成人後，成為江湖組織『正武盟』中的一員。看似大家閨秀，性情溫柔、知書達禮、進退有據，其個性屬於直來直往，遇到意見不合，也會挺身表達意見，然而是個總與別人保留一份距離感、缺乏安全感的人。

- 徐啟明——正武盟成員。
- 陳千軍——正武盟成員。

## 驭界枢衡道众
門派位於馭界樞。嬴旭危、葛清霏、扁絡桓和綺裡小媛是衡道眾的四大統領；在扁絡桓交換越今朝後，越今朝取代了扁絡桓的位置，成為四大統領之一。
馭界樞內設有能源室、駕駛艙、動力室、藏書室、臥室等。其中能源室、駕駛艙、動力室在馭界樞下層，普通人不能進入。
- 第二先生——前衡道众首领。
- 苏染——前衡道众大统领。
- 一九——前衡道众统领，被苏染所杀。
- 嬴旭危——衡道众大统领。

神農九泉之一“霧魂”的守護者。為了守護霧魂，嬴旭危與柷敔達成協議，扶持啟魂聖宗來保護霧魂之力免遭柷敔吸食，同時也做了毀掉聖啟魂聖宗的準備。最後，與柷敔一戰，成功解除霧魂血縛使之回歸天道。
- 葛清霏——衡道众二统领。

行事利落幹練，對於扁絡桓和綺裡小媛來說是可親又嚴厲的大姐姐，對嬴旭危似乎有微妙的感情。為了保護九泉之一“霧魂”，負責監視天晴之海的動靜，同時也保護著越今朝和越祈。最後在與柷敔大戰中，保護綺裡小媛而受傷，昏迷不醒。
- 扁络桓——衡道众三统领。

精通醫術，平常以大夫的身份行走於江湖；閒暇之餘喜歡草編一些如蚱蜢、蝴蝶之類的小玩意。但實際上扁絡桓身負重要使命，保護越今朝和越祈，同時也暗中毀掉啟魂聖宗等。
身為醫者，有著善良的本性，對於逝去的生命自己會有所傷感；對於被作為對付柷敔的越祈，他希望越祈可以作為一個人自由地生活幾年。即使對越今朝等人下藥，也會手下留情，備好解藥。對於綺裡小媛各種寵愛，滿足她的任性要求，犯了錯會替她求情。
- 绮里小媛——衡道众四统领。

是個經常不小心闖禍亦不失可愛的熊孩子。雖然年齡小，卻擁有一身神力以及精湛的武藝。最後，綺裡小媛經歷各種事件，被迫成長，開始學會肩負衡道眾責任。
- 越今朝——继任衡道众三统领。

## 苍木山狂風寨
山賊聚集之地。位於蒼木山腰，臨近青荷鎮。後山叫猿啼峰，盛產鳳鳴草。
- 殷其雷——狂風寨大當家，姜雲凡的養父。在年輕時曾是軍隊中一個小隊的統領，後與兄弟在戰場中逃亡成立狂風寨。作為山賊，雖然幹的是打劫的行當，但只僅限於為富不仁的對象；對於好人家或者提親祝壽，殷其雷絕不出手。因緣際會結識了歐陽倩，在她病逝後收養了歐陽倩的兒子姜雲凡。
- 姜雲凡——狂風寨少當家。
- 方永思——狂風寨二當家。與方永思同為軍隊一員，逃亡成立狂風寨後，方永思擔任軍師，與殷其雷關係最好。
- 方采薇——方永思女兒。活潑可愛，口齒伶俐，偶爾小腹黑，烏鴉嘴，最喜歡找姜雲凡一起玩，時常與姜雲凡鬥嘴，拆他的台。

## 白河村
- 韩医仙——白河村村长，医术如神。
- 韩梦慈——韩医仙的女儿，略通医术。
- 韩仲晰——韩医仙之子，小名阿宝，幼年时身体被封入魔尊之子伐天的元神，李逍遥交予阿奴抚养。长大后伐天意识觉醒欲前往锁妖塔获取力量复仇，战败与李逍遥。之后李忆如通过查阅天权宫里前代徐掌门留下的批注，了解了紫萱分离狼妖燎日与赤炎所用的女娲之力，遂同意並通过女娲之力将其与伐天分离，但因李憶如法力不夠高深而被反噬使壽元大減。最后与李忆如于江北隐居度过余生，期间生下小蛮。
- 江少云——韩梦慈夫婿。

## 古姜国
- 姜王——杨国犯境时向齐国求救，齐王要求刺绣齐国山川社稷图，本来不答应，但王后担忧让其答应，王后病故后也从此一病不起。
- 姜王后——姜国第一刺绣高手，自嫁入皇宫便封针罢绣。后来杨国犯境，暗暗召集民间巧手女子传授技艺赶制齐国山川社稷图以支付援军费用，但却因积劳成疾，在绣品即将完成时病故。齐王援军撤退。
- 龙阳——姜国太子。齐王撤军后为抵抗杨国入侵，不顾祖规打开历代相传的魔剑手卷，招集方士铸造魔剑。魔剑未炼成，杨国军队已冲入皇宫将其杀死。
- 龙葵——姜国公主。杨国军队冲入皇宫后被捉住，之后跳进铸剑炉，成为魔剑剑灵并分裂出红葵。

## 卢龙府
- 白松桓——卢龙府大都督，白家家主。
- 白仲乔——卢龙府小将军。
- 白茉晴——卢龙府白家千金，因与兄长起了矛盾而出走，後拜在峨嵋山餘霞真人門下。

## 苗疆

### 黑苗族、南紹國、拜月教
據傳能使用傀儡術、驅使魔獸，一度控制南紹多年。
- 巫王——由於受到奸人的蠱惑，加上性格軟弱，不辨是非，結果妻離子散，最終被拜月教主暗害。
- 巫王后——原大理城白苗族大祭司、女媧後裔林青兒。
- 拜月教主——紹國大祭司，拜月教教主。
- 石長老——拜月教長老。

### 白苗族、大理城、巫月教
神殿位於封閉山谷內，以流籠渡河谷為唯一進出方式。宮殿外圍長滿毒刺藤，有巨大毒蛇毒蟲守護。
弟子均為女性，世代信奉女媧，戒律森嚴，深受苗疆百姓尊敬。擅長毒蠱及巫神術，只傳族人，與中原門派無來往。
- 南蛮王——白苗族长，名叫阿蛮。丈夫汉家郎不幸战死后代夫出征。率领大理城中苗民、汉人，一起抵抗黑苗族的侵略。
- 阿奴——南蛮王之女。与李逍遥、赵灵儿大战水魔兽。将南绍国黑苗与大理城白苗统一为大理国，後創立巫月神教定擔任掌门，人称“海棠夫人”。情繫李逍遥，终身未嫁，收养韩仲晰为义子，收小蛮为徒。
- 唐钰——大理城汉族人，与阿奴青梅竹马。
- 盖罗娇——白苗族将军，擅长训练五毒兽来作战，黑白苗统一后为大理国镇南大元帅。
- 傀儡婆婆——圣姑，女娲族守护者。

### 女娲族
- 女娲——三皇之一，盘古之神，用泥土附以自身血液和灵力，创造出“人”。人、兽、神三族大战之后，为维护人类与神界对抗，被天帝伏羲除去神籍，封印五灵魔神及众魔兽、补天地、阻洪水，力竭死去。

- 紫萱——与徐长卿相恋三世，最后牺牲自己代替水灵珠封印锁妖塔。
- 林青儿——林业平与紫萱之女。最终为了封印水魔兽殞命。
- 赵灵儿——黑苗族南绍国公主，李逍遥之妻。自幼为躲避仇人的追杀，跟随姥姥隐居仙灵岛修炼，得知身世后赴苗疆寻找父母，最终为保苗疆百姓与水魔兽同归于尽。
- 李忆如——李逍遥与赵灵儿之女，为纪念林月如而取名忆如。自小由李大娘在水月宫教导长大。
- 小蛮——李忆如与韩仲晰之女，由阿奴抚养长大，拜阿奴為師（仙5後為海棠夫人）、在蜀山派拜铁笔为师。

### 泉隐村
- 桑游——来自世代守护毒瘴泉的泉隐村，毒瘴泉动荡后为调查真相离开村子。
- 桑湄——毒瘴泉的泉守，泉隐村的村长。十几岁时开始照顾桑游与莫年，毒瘴泉动荡后封闭毒瘴泉。之后与误闯泉隐村的祝宁成亲。
- 莫年——与桑游同为毒瘴泉的泉守候选人，毒瘴泉动荡时罹难。

## 人界魔族

### 五华山天魔教
- 混天魔尊——人界残留的蚩尤血脉，魔血觉醒后便自封为“魔尊”，建立“天魔教”，纠集人界妖魔危害苍生。蜀山仙剑派曾集合三十六名弟子于五华山峰施展三十六天罡剑阵意图将其歼灭，但因姜清与月柔霞私奔被孔璘困于锁妖塔内，其余三十五名弟子无法将剑阵施展完全，魔尊尚存一息得以将自身魔力灌注于三魔器之中。若干年后孔璘等魔族成员集齐三魔器使魔尊突破天罡剑阵而出，时任蜀山二十七代掌门的李逍遥在五华山独自使用七星剑催动天罡剑阵终于使之神形俱灭，并将其元灵封印，而三魔器再经多次辗转之后被封于神魔之井。
- 伐天——魔尊之子，年幼时期正值李逍遥追杀魔族余党，为躲过追杀其意志被封存灌入身受重伤的韩医仙之子韩仲晰的体内。长大后意识觉醒与韩仲晰意识融合为一体，欲打开神魔之井用三魔器取得魔尊全部力量，却被李逍遥击败所在锁妖塔伏魔柱，之后被李忆如将伐天的元神从韩仲晰体内剥离，伐天被彻底消灭。
- 月柔霞——魔尊之女，与蜀山仙剑派弟子姜清相恋，一同躲进锁妖塔，生下姜婉儿。
- 孔璘——天魔教掌旗右使，鬼族出身。在天罡剑阵封印魔尊后被独孤宇云抓入锁妖塔陷入吸妖坛中。其多年好友天鬼皇为救他采取书中仙的建议头撞吸妖坛，救出后自己却被困吸妖坛，八年后在李逍遥对锁妖塔的破坏下才一同逃出。在收集三魔器解放魔尊后被王小虎、李忆如、沈欺霜、苏媚合力击败。
- 青凤——天魔教掌旗左使，凡人出身。因与魔尊交换条件而投身魔族获得不死之身。
- 龙鼵——青凤部下，鼠妖头领，利用沧冥符让伐天意识觉醒。
- 啸狼——孔璘部下，后来投奔千叶禅师。
- 幻画魅妖——孔璘部下，变身为赵灵儿诱骗李逍遥入幻画卷轴。

### 覆天顶净天教
- 姜世离——原名姜承，净天教魔君，蚩尤后裔。原为欧阳世家的四弟子，因自己魔族的身份，被诬蔑为杀害同门弟子的凶手，被迫离开折剑山庄。后得知自己真实身份，遂集结魔族创立净天教。因被夜叉族摄政王魔翳蛊惑，以致性情大变，攻打蜀山，与人界结仇。后被蜀山七圣封印在上古神器中。二十年后姜云凡解开了封印，前来攻打人界的魔翳将真相告诉了姜世离。姜世离愤怒异常，却已无力量与魔翳一战，最后在魔翳启动夜叉族上古神器“湮世穹兵”时舍身为儿子挡住了最后一击，消失在了虚空中。
- 姜云凡——净天教少主，魔君姜世离之子，李逍遥弟子。
- 血手——净天教八部尊者之一，本名厉岩，半魔。原为山贼头领，后跟随姜世离创立净天教，位列护法。
- 毒影——净天教八部尊者之一，本名结萝。苗疆女。爱慕厉岩。亦跟随姜世离创立净天教，位列护法。
- 魔衣——净天教八部尊者之一，本名不详。死于覆天顶之战。
- 无天——净天教八部尊者之一，本名唐风，净天教创立后被任命为无天尊者。后因刺伤枯木，被姜世离下狱，妻子死亡，奄奄一息的女儿唐雨柔被草谷以血玉续命。净天教灭亡后更名唐海，隐居青荷镇。
- 枯木——净天教八部尊者之一，真实身份为魔界夜叉族摄政王魔翳。在人界利用夏侯韬身体伪装。加入净天教后化名枯木，担任军师。为自己魔界利益利用净天教步步为营。
- 鬼眼——净天教八部尊者之一，本名不详。死于覆天顶之战。
- 玄火——净天教八部尊者之一，本名不详。死于覆天顶之战。
- 幻月——净天教八部尊者之一，本名不详。死于覆天顶之战。
- 戾枭——神农血裔，原是姜世离的守护兽，后认姜云凡为主，守护蜀山封印。

## 魔界
- 神农——三皇之一，盘古之气，以大地土石草木为体，灌注自身气力，创造出“兽”。疏通九泉，为九泉施加强大结界，取天地灵物制九泉之钥。人、兽、神三族大战之后神农和九泉钥环不知所踪。
- 蚩尤——兽族领袖，神农后裔，魔界的开拓者。神农暴毙后，兽族被人、神欺压，蚩尤率兽族向人族开战，神族派神将轩辕、九天玄女与人族对抗兽族。蚩尤战败后拼尽余力打开异界通道，将残部送达异界，兽族在异界逐渐修炼成魔。

### 魔神
- 重楼——魔界最强大的魔神，拥有蚩尤血统，和天神飞蓬分别是两界镇守神魔之井的守护者。视飞蓬为一生中最好的对手，进行了数千次的决斗后有了惺惺相惜的感觉。飞蓬被贬后，重楼来到人间引导景天的神性觉醒，希望能再决斗。
- 溪风——本是魔界的魔神，拥有强大的魔力，重楼的得力助手，在寻找重楼时同水碧一见钟情，相约私奔。为躲避神界追踪，他运用法力建造了一个可以移动的空中城市，利用“天上七日，世间千年”的时间差，不断在世间移动，使神界无法发现他们的踪迹。

- 魔披风——重楼的披风，经过重楼自身精血炼化，成为永远效忠主人的魔灵，并可作为主人的分身为主人执行任务。
- 屠肆——魔界掌旗使，自溪风失踪后便一直追随重楼左右。屠肆利用职务之便来到双溪与南宫煌、温慧、王蓬絮和星璇四人战斗。魔尊重楼突然现身，以其擅离职守并且私斗为由将其处决。

### 八部众

#### 夜叉族
- 龙溟——夜叉国君王。
- 龙幽——龙溟的弟弟，夜叉国二皇子、幽煞将军。
- 魔翳——龙幽、龙溟的舅舅，夜叉国大长老，龙溟死后成为摄政王。

#### 罗刹族
- 红姬——罗刹国公主。

#### 迦楼罗族
- 鸱黎——迦楼罗王。曾与蚩尤一同参与上古神魔大战，曾受天魔族庇护。魔界炎波泉灵脉受阻时，迦楼罗王要进攻神界，被天魔族的阻拦。

#### 天魔众
- 魁予——又称天魔女，为天魔之首。原为新神族首座，因触犯条例罚至看守大荒天狱，后带狱中神子逃往魔界建立天魔国。
- 幽涟——曾用春滋剑穿过结界，企图劫走子秋。
- 战夔——魁予的得力手下，与幽涟在神界时相互倾心。
- 子秋——东俱和明嫣的神子。魁予劫狱时被敖胥掳走并封印记忆，作为自己在人界行动的灵媒。
- 星逸——父母为神族，被魁予从大荒天狱劫出，在天魔国堕魔修行。
- 映月——被魁予从大荒天狱劫出的神子，在天魔国堕魔修行。

## 神界
- 伏羲——三皇之一，盘古之精，神界天帝。以自己的神元，创造出“神”。然神元有限，遂以神力注入神树之果创造新神。
- 九天玄女——神界长老团首座，自天帝闭关后主政，庄严肃穆，法力无边。昆仑琼华派世代供奉的女神，在玄霄成功力用于支撑琼华山不落的最后关头出现，阻止玄霄升仙。并教育众人，欲修仙道，先修人道，令夙瑶大彻大悟，俯首认错，减去500年刑罚。最后将琼华弟子囚禁于东海。之後將原神尊敖胥被正法後，出現在春滋泉並將其定為判賊，同時給月清疏得道成仙的機會但被回絕。
- 衔烛之龙——不周山的守护神兽、照亮西北大荒、把神龙气息交给了云天河。
- 句芒——封神陵守护神将、把神兵后羿射日弓交给了云天河。
- 共工——水魔神，先从于兽族后归附神族天柱，引发天塌地陷洪水肆虐。
- 轩辕——在九天玄女的帮助下击败蚩尤大军。
- 飞蓬——神界神将、神魔之井看守、龙阳和景天的前世。
- 夕瑶——护守神树的女神、爱慕飞蓬、雪见的原型及创造者。
- 水碧——本是天界的女将，被派遣捉拿飞蓬时，同魔神溪风一见钟情，相约私奔。因为她是神界的女武神，因此有高深的法力修为。
- 帝江——上古神兽之一，又名混沌，是天帝的座驾，拥有超越一般天神的神力。因为被天界派来擒拿同魔神溪风私奔下界的天神水碧，妄图摧毁海底城而同景天发生战斗。
- 穹武——上古雷龙，行司云布雨之职。因不忍楼兰城被困百姓缺水而死，私自下雨，因此被天界贬下凡间。
- 敖耶神牛——天界神兽之一，头生四角，被天神赐予雷神的力量，可自由召唤雷电，曾作为天神出征时的坐骑。
- 獬豸——自上古时期便矗立于照胆泉眼审判六界生灵，绝地天通后审判神族。
- 敖胥——原为神界刑狱长老，厌恶神树之果创造的新神和违反律法而诞生的神子，夕瑶事发后替代为春滋泉守。利用子秋的能力在人界布阵，使炎波泉动荡引诱魔界进攻。唤醒春滋剑守修吾，命其铲除阻碍的天魔。
- 修吾——伏羲闭关前以春滋灵气与神树之果融合的新神族，取代过去耗费神力注入神树之果的方法。伏羲命其为春滋剑守，沉睡于春滋泉，直到敖胥将其唤醒。
- 酒神仪狄——酒神咒可召唤其幻影。
- 剑神——召神之术可召唤其幻影。
- 武神——召神之术可召唤其幻影。
- 法神——召神之术可召唤其幻影。
- 蛊神——召神之术可召唤其幻影。

## 妖界
- 天妖皇——妖界首领，三百年前率妖界众妖进犯人间，合蜀山数千弟子之力也难以抵挡。当时蜀山掌门用「唤神」古法迷惑群妖，将其引入锁妖塔囚禁，并命弟子结成五灵大阵催动塔内化妖水以加速妖孽炼化。经七七四十九天，其余妖孽尽被降伏，唯天妖皇因妖力强大反而借力欲破塔而出，蜀山弟子唯敬携镇妖剑进入锁妖塔，与天妖皇大战三日，将其刺死，自身也力竭而死。

### 裡蜀山
- 赤炎——原为狼妖，是尚书公子周赤炎的朋友。周赤炎为救狼妖不幸身亡，得救后的他遂变幻容貌，化作周赤炎代他活下去，照顾他的家人朋友。爱上了相国小姐蕙卿，新婚当夜却被蜀山净明长老识破身份抓入锁妖塔。在紫萱的帮助下逃出锁妖塔并分裂出燎日，燎日被再次抓进锁妖塔，而赤炎则得以脱身与深恋自己的丝缎结为夫妇，隐居在偏僻的小山村生下周煊与周煌。
- 燎日——锁妖塔被重楼损坏后逃出锁妖塔，寻找记忆时失手杀死赤炎，丝缎跟着殉情，周煊受重伤，带周煊与赤炎尸体进入里蜀山，成为里蜀山之主。
- 星璇——原名周煊，受重伤后被燎日移灵至赤炎尸体 ，改名星璇，燎日将其抚养长大。
- 南宫煌——原名周煌，赤炎死后被常纪带到蜀山，改名南宫煌，常纪将其抚养长大。
- 思堂——黑猫妖，星璇的部下，擅长空间法术。

### 隐龙窟
- 蛇妖男——常从附近的村庄捉一些民女作为侍女，被李逍遥、林月如杀害。
- 虞蛇——苏媚叔父，投靠孔璘，骗取苏媚的魔器。
- 狐妖女——被李逍遥、林月如杀害。
- 苏媚——蛇妖男与狐妖女的女儿。

### 幻瞑界
- 婵幽——幻瞑界之主、梦貘族长。
- 柳梦璃——幻瞑界少主
- 归邪——幻瞑护将。
- 奚仲——幻瞑护将。

### 天晴之海
- 柷敔——是上古神獸，本體為鯤，禺族女王。
- 聆夜——禺族前任女王。
- 祈——柷敔的女儿。遇到越今朝後，改姓叫"越祈"
- 临渊——禺族将军。
- 朔漩——禺族公主，聆夜的女儿。

## 鬼界
- 阎罗鬼王——阎王，鬼界之王。
- 天鬼皇——酆都天鬼族首领，曾困锁妖塔，在李逍遥的帮助下逃出。
- 天魑皇——天鬼皇之子。
- 魉妹——天魑皇的双胞胎妹妹，为救李逍遥而使用月下访鬼之术。
- 赤鬼王——在黑水镇将军冢用邪法操纵死尸吸食人血，供他修炼魔功。
- 火鬼王——生前是遭受天火焚身而死的人类，死后化为火鬼，因贪图鬼界自由而不愿投胎转世，经千年修炼具有极深道行。居住于熔岩地狱最深处的火鬼殿，名义上从属于阎罗鬼王，却一直和阎罗鬼王作对，也有不少幽魂野鬼拥戴他。虽实力和阎罗鬼王相差太远，但是他有火鬼界的熔岩作为天然屏障，阎罗鬼王也奈何他不得。
- 淮南王——刘安，生前积功德求仙道，却被一个无耻道士所欺，和八位贤人服下所谓‘太仙霞丹’，反而送掉性命。那道士恐索命报复，将淮南王与淮南八公的魂魄封于赤绯玉壶。
- 江都王——刘建，畏罪自杀后魂魄被封在碧湖村湖底。后被千叶禅师抓走封印记忆，收为弟子，法号“万悲”。
- 蕴儿——江都王的女儿，与母亲随江都王跳湖自杀。之后遇见万悲，唤醒其记忆，万悲及妻子被杀，蕴儿被李忆如收留。李忆如離世后，与月清疏签订御灵契约
- 楼兰王——生前是楼兰国王，去世百年后突然苏醒后在楼兰城。
- 雷元戈——原本是室韦族族长，失踪十七年后作为一个十七年前任务失败的勾魂鬼卒出现。
- 风雅颂——本是人间一只凡鸟，因误食奇果得以使用人类语言，外形也产生了变化，死后更是生出了一灵三魂。阎王见其有异能，允许它们和鬼吏签订契约成为伙伴。此鸟好管闲事，常在鬼界闲晃。

## 盛渔村仙剑客栈
- 李寒空——巴蜀大盗、李家先祖，传授精精“飞龙探云手”，被官府抓住斩首。
- 李澜——渝州逍遥客栈庖厨伙计，其父曾经营抄手铺子，有三子，取名李福、李禄、李寿。第三子李寿患病早夭，孩子命贱当不起这名字，景天以“三思而后行”名长子李三思，以“吾日三省吾身”名次子李三省，以“三”字以纪念早夭之弟。因锁妖塔崩，妖魔肆虐，迁回余杭盛渔村建客栈，景天起名“仙剑客栈”。
- 李三思——李澜长子，原名李福，号“南盗侠”被朝廷称为四大恶人之一，祖籍余杭，生于渝州。 家传绝技“飞龙探云手”，师从渝州景天，与南宫煌一见如故。
- 葛巧菱——李三思妻子，武林世家的千金小姐。
- 李三省——李澜次子，原名李禄，客栈掌柜。
- 李大娘——李三省妻子，本名孙岚，化名李凤。江湖号称“铁掌飞凤”，以其娘家铁掌门的“穿云掌”举世闻名，年仅十多岁即闯荡江湖，嫁于李三省后隐退江湖。李逍遥的父母将李逍遥托付给她，此后在余杭盛渔村经营客栈，抚养李逍遥。
- 李寿——李澜三子，患热病早夭，不足岁。
- 李逍遥——李三思之子，从小由婶婶李大娘抚养。